# Padide Shandiz
Le Padide Shandiz est un gratte-ciel de 225 mètres en construction à Mashad en Iran. 